# Уч-Кош
Уч-Кош (ущелье Трёх гор) — ущелье, каньонобразная долина на Южном берегу Крыма, возле города Ялта.

## География
Уч-Кош расположена в южной части Главной гряды Крымских гор — севернее пгт Советское, что возле города Ялта.
Образовалась на границе Ялтинской и Никитской яйл под действие вод реки Гува (Бала) (притоки Дерекойки), которые прорезали толщу серых и розоватых известняков позднеюрского периода. Над ущельем нависают утёсы (Балан-Кая, Хысыр-Кая, Плакы-Кая). На дне — многочисленные каменные глыбы, ступени и перекаты, на которых весной бывают водопады. 
Расположена в границах Крымского природного заповедника.

## Природа
Склоны укрыты редким лесом с доминирование сосны крымской, изредка встречается тис ягодный, можжевельник высокий. В травяном покрове — борщевик Стевена (Heracleum steveni), камнеломка орошённая (Saxifraga irrigua).